# Eupithecia inoueata
Eupithecia inoueata es una especie de polilla de la familia Geometridae. La especie fue descrita por primera vez por Mironov y Galsworthy habiendo sido descrita en 2005, con distribución en Nepal, Bután y en Bengala Occidental. El nombre se debe en honor al lepidopterólogo japonés Hiroshi Inoue.

## Descripción
Es una polilla pequeña con una envergadura de unos 20 milímetros (0,8 plg). El color de fondo es blanco, con el área costal surcada de escamas de color marrón oliva pálido. Las líneas transversales se ven marcadas con escamas de color marrón púrpura oscuro. La mancha discal es ligeramente alargado, consistente en escamas elevadas de color marrón oscuro.